# Stepan Klotchourak
 (avril 2021).
Si vous disposez d'ouvrages ou d'articles de référence ou si vous connaissez des sites web de qualité traitant du thème abordé ici, merci de compléter l'article en donnant les références utiles à sa vérifiabilité et en les liant à la section « Notes et références ».
Stepan Klotchourak (en ukrainien : Степан Клочурак, en tchèque : Štefan Kločurak), né à Körösmező (aujourd'hui Iassinia) dans le royaume de Hongrie (aujourd'hui en Ukraine) le 27 février 1895 et mort le 8 février 1980 à Prague, fut le seul chef de gouvernement de l'éphémère République houtsoule en 1919. 
Il fut ensuite en 1939 ministre de l'Économie puis de la Défense de la République autonome de Ruthénie.